# Legényes
Le legényes (en hongrois) ou feciorească (en roumain) est une danse traditionnelle transylvaine (donc  hongroise et roumaine) qui est dansée uniquement par les garçons.
Dansée en ouverture de la série de danses du bal, legényes / feciorească connaît plusieurs variantes régionales. Très rythmée, virtuose et complexe, elle sert au danseur à « impressionner la galerie ».
On rencontre cette danse dans toute la Transylvanie, mais surtout dans le plateau de Transylvanie (« Mezőség » en hongrois, « Câmpia Transilvaniei » en roumain), à l'est de Cluj.

## Variétés
- legényes / feciorească
- sűrű tempó
- pontozó / ponturi
- târnăveană

## Remarque
On peut y voir aujourd'hui un parallèle avec les battles de hip-hop, dans lesquelles les hommes dansent à tour de rôle ou face à face, sous la forme d'une confrontation improvisée.